# Phaeochroops taiwanus
Phaeochroops taiwanus är en skalbaggsart som beskrevs av Shuhei Nomura 1973. Phaeochroops taiwanus ingår i släktet Phaeochroops och familjen Hybosoridae. Inga underarter finns listade i Catalogue of Life.